# Canton de Villegusien-le-Lac
Le canton de Villegusien-le-Lac est une circonscription électorale française du département de la Haute-Marne.

## Histoire
Un nouveau découpage territorial de la Haute-Marne entre en vigueur à l'occasion des élections départementales de 2015. Il est défini par le décret du 17 février 2014, en application des lois du 17 mai 2013 (loi organique 2013-402 et loi 2013-403). Les conseillers départementaux sont, à compter de ces élections, élus au scrutin majoritaire binominal mixte. Les électeurs de chaque canton élisent au Conseil départemental, nouvelle appellation du Conseil général, deux membres de sexe différent, qui se présentent en binôme de candidats. Les conseillers départementaux sont élus pour 6 ans au scrutin binominal majoritaire à deux tours, l'accès au second tour nécessitant 12,5 % des inscrits au 1er tour. En outre la totalité des conseillers départementaux est renouvelée. Ce nouveau mode de scrutin nécessite un redécoupage des cantons dont le nombre est divisé par deux avec arrondi à l'unité impaire supérieure si ce nombre n'est pas entier impair, assorti de conditions de seuils minimaux. Dans la Haute-Marne, le nombre de cantons passe ainsi de 32 à 17.
Le canton de Villegusien-le-Lac est formé de communes des anciens cantons de Longeau-Percey (16 communes), d'Auberive (20 communes), de Prauthoy (17 communes) et de Langres (4 communes). Il est entièrement inclus dans l'arrondissement de Langres. Le bureau centralisateur est situé à Villegusien-le-Lac.

## Représentation
| Période élective | Période élective | Mandat | Mandat   | Identité           | Nuance | Nuance | Qualité |
| ---------------- | ---------------- | ------ | -------- | ------------------ | ------ | ------ | --- |
| 2015             | 2021             | 2015   | 2021     | Jean-Michel Rabiet |        | LR     | Cultivateur, maire de Cusey Ancien conseiller général du Canton de Prauthoy (2011-2015) Président de la 1ère commission (finances, réglementation, personnel) |
| 2015             | 2021             | 2015   | 2021     | Yvette Rossigneux  |        | DVD    | Ancienne conseillère générale du Canton d'Arc-en-Barrois (2011-2015), maire de Giey-sur-Aujon                                                                 |
| 2021             | 2027             | 2021   | en cours | Magali Cartagena   |        | DVD    | Commerçante - Maire de Villegusien-le-Lac |
| 2021             | 2027             | 2021   | en cours | Jean-Michel Rabiet |        | LR     | Cultivateur, maire de Cusey |

### Résultats détaillés

#### Élections de mars 2015
À l'issue du 1er tour des élections départementales de 2015, trois binômes sont en ballottage : Sylvie Baudot et Sylvain Templier (Union de la Gauche, 35,21 %), Jean-Michel Rabiet et Yvette Rossigneux (UMP, 34,19 %) et Delphine Barra et Julien Claudon (FN, 30,6 %). Le taux de participation est de 61,21 % (4 517 votants sur 7 379 inscrits) contre 52,92 % au niveau départemental et 50,17 % au niveau national.
Au second tour, Jean-Michel Rabiet et Yvette Rossigneux (UMP) sont élus avec 40,98 % des suffrages exprimés et un taux de participation de 63,3 % (1 837 voix pour 4 671 votants et 7 379 inscrits).

#### Élections de juin 2021
Le premier tour des élections départementales de 2021 est marqué par un très faible taux de participation (33,26 % au niveau national). Dans le canton de Villegusien-le-Lac, ce taux de participation est de 47,15 % (3 371 votants sur 7 150 inscrits) contre 36,26 % au niveau départemental. À l'issue de ce premier tour, deux binômes sont en ballottage : Magali Cartagena et Jean-Michel Rabiet (Union à droite, 32,38 %) et Nicolas Lenoir et Aline Paindavoine (DVG, 29,98 %).
Le second tour des élections est marqué une nouvelle fois par une abstention massive équivalente au premier tour. Les taux de participation sont de 34,36 % au niveau national, 36,14 % dans le département et 46,46 % dans le canton de Villegusien-le-Lac. Magali Cartagena et Jean-Michel Rabiet (Union à droite) sont élus avec 54,41 % des suffrages exprimés (1 672 voix pour 3 325 votants et 7 157 inscrits),,.

## Composition
Lors de sa création, le canton de Villegusien-le-Lac comprenait cinquante-sept communes.
Après la fusion, au 1er janvier 2016, de Heuilley-Cotton avec Villegusien-le-Lac, d'une part, et, d'autre part, de Montsaugeon, Prauthoy et Vaux-sous-Aubigny pour former la commune nouvelle du Montsaugeonnais, le canton compte désormais cinquante-quatre communes.
| Nom                                        | Code Insee | Intercommunalité                           | Superficie (km2) | Population (dernière pop. légale) | Densité (hab./km2) | Modifier                                    |
| ------------------------------------------ | ---------- | ------------------------------------------ | ---------------- | --------------------------------- | ------------------ | ------------------------------------------- |
| Villegusien-le-Lac (bureau centralisateur) | 52529      | CC d'Auberive Vingeanne et Montsaugeonnais | 40,03            | 993 (2022)                        | 25                 | modifier les données · modifier les données |
| Aprey                                      | 52014      | CC d'Auberive Vingeanne et Montsaugeonnais | 15,72            | 189 (2022)                        | 12                 | modifier les données · modifier les données |
| Arbot                                      | 52016      | CC d'Auberive Vingeanne et Montsaugeonnais | 13,15            | 64 (2022)                         | 4,9                | modifier les données · modifier les données |
| Auberive                                   | 52023      | CC d'Auberive Vingeanne et Montsaugeonnais | 70,64            | 156 (2022)                        | 2,2                | modifier les données · modifier les données |
| Aujeurres                                  | 52027      | CC d'Auberive Vingeanne et Montsaugeonnais | 12,94            | 67 (2022)                         | 5,2                | modifier les données · modifier les données |
| Aulnoy-sur-Aube                            | 52028      | CC d'Auberive Vingeanne et Montsaugeonnais | 9,31             | 58 (2022)                         | 6,2                | modifier les données · modifier les données |
| Baissey                                    | 52035      | CC d'Auberive Vingeanne et Montsaugeonnais | 9,97             | 172 (2022)                        | 17                 | modifier les données · modifier les données |
| Bay-sur-Aube                               | 52040      | CC d'Auberive Vingeanne et Montsaugeonnais | 9,75             | 46 (2022)                         | 4,7                | modifier les données · modifier les données |
| Bourg                                      | 52062      | CC du Grand Langres                        | 7,23             | 169 (2022)                        | 23                 | modifier les données · modifier les données |
| Brennes                                    | 52070      | CC d'Auberive Vingeanne et Montsaugeonnais | 9,88             | 124 (2022)                        | 13                 | modifier les données · modifier les données |
| Chalancey                                  | 52092      | CC d'Auberive Vingeanne et Montsaugeonnais | 13,49            | 116 (2022)                        | 8,6                | modifier les données · modifier les données |
| Chassigny                                  | 52113      | CC d'Auberive Vingeanne et Montsaugeonnais | 15,89            | 246 (2022)                        | 15                 | modifier les données · modifier les données |
| Choilley-Dardenay                          | 52126      | CC d'Auberive Vingeanne et Montsaugeonnais | 17,56            | 158 (2022)                        | 9,0                | modifier les données · modifier les données |
| Cohons                                     | 52134      | CC d'Auberive Vingeanne et Montsaugeonnais | 12,55            | 208 (2022)                        | 17                 | modifier les données · modifier les données |
| Colmier-le-Bas                             | 52137      | CC d'Auberive Vingeanne et Montsaugeonnais | 5,95             | 22 (2022)                         | 3,7                | modifier les données · modifier les données |
| Colmier-le-Haut                            | 52138      | CC d'Auberive Vingeanne et Montsaugeonnais | 19,35            | 62 (2022)                         | 3,2                | modifier les données · modifier les données |
| Coublanc                                   | 52145      | CC d'Auberive Vingeanne et Montsaugeonnais | 19,19            | 119 (2022)                        | 6,2                | modifier les données · modifier les données |
| Courcelles-en-Montagne                     | 52147      | CC du Grand Langres                        | 15,16            | 93 (2022)                         | 6,1                | modifier les données · modifier les données |
| Cusey                                      | 52158      | CC d'Auberive Vingeanne et Montsaugeonnais | 23,22            | 286 (2022)                        | 12                 | modifier les données · modifier les données |
| Dommarien                                  | 52170      | CC d'Auberive Vingeanne et Montsaugeonnais | 17,75            | 176 (2022)                        | 9,9                | modifier les données · modifier les données |
| Flagey                                     | 52200      | CC d'Auberive Vingeanne et Montsaugeonnais | 8,32             | 70 (2022)                         | 8,4                | modifier les données · modifier les données |
| Germaines                                  | 52216      | CC d'Auberive Vingeanne et Montsaugeonnais | 8,69             | 50 (2022)                         | 5,8                | modifier les données · modifier les données |
| Isômes                                     | 52249      | CC d'Auberive Vingeanne et Montsaugeonnais | 10,63            | 147 (2022)                        | 14                 | modifier les données · modifier les données |
| Leuchey                                    | 52285      | CC d'Auberive Vingeanne et Montsaugeonnais | 5,48             | 72 (2022)                         | 13                 | modifier les données · modifier les données |
| Longeau-Percey                             | 52292      | CC d'Auberive Vingeanne et Montsaugeonnais | 7,48             | 695 (2022)                        | 93                 | modifier les données · modifier les données |
| Maâtz                                      | 52298      | CC d'Auberive Vingeanne et Montsaugeonnais | 10,84            | 71 (2022)                         | 6,5                | modifier les données · modifier les données |
| Le Montsaugeonnais                         | 52405      | CC d'Auberive Vingeanne et Montsaugeonnais | 33,33            | 1 140 (2022)                      | 34                 | modifier les données · modifier les données |
| Mouilleron                                 | 52344      | CC d'Auberive Vingeanne et Montsaugeonnais | 5,19             | 30 (2022)                         | 5,8                | modifier les données · modifier les données |
| Noidant-le-Rocheux                         | 52355      | CC du Grand Langres                        | 16,49            | 162 (2022)                        | 9,8                | modifier les données · modifier les données |
| Occey                                      | 52360      | CC d'Auberive Vingeanne et Montsaugeonnais | 16,87            | 172 (2022)                        | 10                 | modifier les données · modifier les données |
| Orcevaux                                   | 52364      | CC d'Auberive Vingeanne et Montsaugeonnais | 4,22             | 96 (2022)                         | 23                 | modifier les données · modifier les données |
| Perrogney-les-Fontaines                    | 52384      | CC d'Auberive Vingeanne et Montsaugeonnais | 14,79            | 109 (2022)                        | 7,4                | modifier les données · modifier les données |
| Poinsenot                                  | 52393      | CC d'Auberive Vingeanne et Montsaugeonnais | 7,26             | 55 (2022)                         | 7,6                | modifier les données · modifier les données |
| Poinson-lès-Grancey                        | 52395      | CC d'Auberive Vingeanne et Montsaugeonnais | 11,68            | 58 (2022)                         | 5,0                | modifier les données · modifier les données |
| Praslay                                    | 52403      | CC d'Auberive Vingeanne et Montsaugeonnais | 11,28            | 82 (2022)                         | 7,3                | modifier les données · modifier les données |
| Rivière-les-Fosses                         | 52425      | CC d'Auberive Vingeanne et Montsaugeonnais | 17,94            | 184 (2022)                        | 10                 | modifier les données · modifier les données |
| Rochetaillée                               | 52431      | CC d'Auberive Vingeanne et Montsaugeonnais | 27,95            | 156 (2022)                        | 5,6                | modifier les données · modifier les données |
| Rouelles                                   | 52437      | CC d'Auberive Vingeanne et Montsaugeonnais | 6,62             | 25 (2022)                         | 3,8                | modifier les données · modifier les données |
| Rouvres-sur-Aube                           | 52439      | CC d'Auberive Vingeanne et Montsaugeonnais | 20,18            | 69 (2022)                         | 3,4                | modifier les données · modifier les données |
| Saint-Broingt-les-Fosses                   | 52446      | CC d'Auberive Vingeanne et Montsaugeonnais | 12,37            | 236 (2022)                        | 19                 | modifier les données · modifier les données |
| Saint-Loup-sur-Aujon                       | 52450      | CC d'Auberive Vingeanne et Montsaugeonnais | 19,33            | 129 (2022)                        | 6,7                | modifier les données · modifier les données |
| Ternat                                     | 52486      | CC d'Auberive Vingeanne et Montsaugeonnais | 7,91             | 60 (2022)                         | 7,6                | modifier les données · modifier les données |
| Vaillant                                   | 52499      | CC d'Auberive Vingeanne et Montsaugeonnais | 7,50             | 46 (2022)                         | 6,1                | modifier les données · modifier les données |
| Le Val-d'Esnoms                            | 52189      | CC d'Auberive Vingeanne et Montsaugeonnais | 32,48            | 367 (2022)                        | 11                 | modifier les données · modifier les données |
| Vals-des-Tilles                            | 52094      | CC d'Auberive Vingeanne et Montsaugeonnais | 36,89            | 182 (2022)                        | 4,9                | modifier les données · modifier les données |
| Vauxbons                                   | 52507      | CC d'Auberive Vingeanne et Montsaugeonnais | 12,48            | 53 (2022)                         | 4,2                | modifier les données · modifier les données |
| Verseilles-le-Bas                          | 52515      | CC d'Auberive Vingeanne et Montsaugeonnais | 1,58             | 111 (2022)                        | 70                 | modifier les données · modifier les données |
| Verseilles-le-Haut                         | 52516      | CC d'Auberive Vingeanne et Montsaugeonnais | 2,83             | 48 (2022)                         | 17                 | modifier les données · modifier les données |
| Vesvres-sous-Chalancey                     | 52519      | CC d'Auberive Vingeanne et Montsaugeonnais | 7,22             | 47 (2022)                         | 6,5                | modifier les données · modifier les données |
| Villars-Santenoge                          | 52526      | CC d'Auberive Vingeanne et Montsaugeonnais | 19,95            | 79 (2022)                         | 4,0                | modifier les données · modifier les données |
| Villiers-lès-Aprey                         | 52536      | CC d'Auberive Vingeanne et Montsaugeonnais | 7,39             | 47 (2022)                         | 6,4                | modifier les données · modifier les données |
| Vitry-en-Montagne                          | 52540      | CC d'Auberive Vingeanne et Montsaugeonnais | 9,53             | 29 (2022)                         | 3,0                | modifier les données · modifier les données |
| Vivey                                      | 52542      | CC d'Auberive Vingeanne et Montsaugeonnais | 13,05            | 51 (2022)                         | 3,9                | modifier les données · modifier les données |
| Voisines                                   | 52545      | CC du Grand Langres                        | 19,08            | 102 (2022)                        | 5,3                | modifier les données · modifier les données |
| Canton de Villegusien-le-Lac               | 5216       |                                            | 813,56           | 8 554 (2022)                      | 11                 | modifier les données                        |

## Démographie
En 2022, le canton comptait 8 554 habitants, en évolution de −3,56 % par rapport à 2016 (Haute-Marne : −4,62 %, France hors Mayotte : +2,11 %).
| 2013  | 2018  | 2022  |
| ----- | ----- | ----- |
| 8 917 | 8 757 | 8 554 |